# Lisa Gasteen
Lisa Kinkead Gasteen (Brisbane, 13 de noviembre de 1957) es una soprano y profesora de música australiana especializada en repertorio alemán y de Richard Wagner.

## Vida
Gasteen nació en 1957 en Brisbane. Recibió su educación musical en el Conservatorio de Música de Queensland, donde fue alumna de Margaret Nickson. En 1982 ganó la final regional australiana de las audiciones de la Metropolitan Opera House y en 1984 obtuvo la beca del Covent Garden. Ese mismo año cantó en la Gala del 60 cumpleaños de la reina Isabel II en la Royal Opera House.

## Carrera
Debutó en 1985 en Queensland como Aida seguida por Desdemona en Otello. En Australia ha cantado Miss Jessel en The Turn of the Screw, Madame Lidoine en Dialogues de Carmélites, Ortlinde en Die Walküre, Leonora en Il trovatore, La forza del destino, Fidelio, Elsa en Lohengrin, Donna Elvira y Donna Anna en Don Giovanni, Aida, Elisabetta en Don Carlos, Elisabeth en Tannhäuser y Amelia en Un ballo in maschera. 
En 1991 cantó Donna Anna invitada por Charles Mackerras en Praga debutando en 1992 en Scottish Opera en Il trovatore sucediéndose debuts en Ópera Nacional Galesa, Deutsche Oper Berlin, Staatsoper Unter den Linden, Stuttgart, Zúrich, Dallas y Washington. 
En 1997 debutó en la Metropolitan Opera House como Aida. También interpretó el papel de Amelia en Un ballo in maschera, Madeleine de Coigny en Andrea Chénier, Tosca, Ariadne en Ariadne auf Naxos, Sieglinde y Chrysothemis en Elektra. 
En las últimas temporadas cantó Brünnhilde en Siegfried en Stuttgart, Isolde en Tristan und Isolde y en Der Ring des Nibelungen en Covent Garden y en la Ópera Estatal de Viena. así como una serie de Elektras, Salomé y La mujer sin sombra.
En concierto ha cantado obras de Gioachino Rossini, Felix Mendelssohn, Leoš Janáček, Ludwig van Beethoven y Giuseppe Verdi.
Desde 2008 ha cancelado sus compromisos debido a una afección neuromuscular sin fecha prevista para un retorno a los escenarios.
Lisa Gasteen forma parte actualmente de la plantilla del Conservatorio de Queensland de la Universidad de Griffith como profesora de canto y profesora de prácticas de ópera. En 2011 fundó la Lisa Gasteen National Opera School, una escuela intensiva de verano de cuatro semanas con entrenadores internacionales invitados.

## Premios y reconocimientos
- En 1991 ganó el BBC Cardiff Singer of the World competition.
- En 1999 fue galardonada con la Beca Bayreuth de la Fundación de la Ópera.
- En 2002 recibió el Premio al Intérprete Individual de la Fundación Myer.
- En 2004 fue la ganadora de la categoría de arte de la serie Smart 100 de la revista Bulletin.
- En 2006, con motivo del Día de Australia, fue nombrada Oficial de la Orden de Australia (AO).[5]